# Крайер, Джон
Джон Крайер (англ. Jon Cryer; род. 16 апреля 1965) — американский актёр, сценарист и кинопродюсер. Лауреат премии «Эмми», также был трижды номинирован на соискание этой награды.

## Ранние годы
Крайер родился в Нью-Йорке, в семье Гретхен Крайер, драматурга, автора песен, актрисы и певицы, и Дональда Дэвида Крайера, актёра. Имеет двух сестёр, Робин и Шелли. В возрасте 12 лет решил стать актёром. Когда об этом узнала его мать, она, имея в виду запасной план, пошутила: «У сантехников довольно неплохая карьера». Крайер в течение нескольких лет посещал учебный центр искусств и в 1983 году окончил «Высшую школу наук Бронкса». Крайер был одноклассником сценариста и режиссёра Боаза Якина.
К большому разочарованию матери бросил колледж и отправился в Лондон для учёбы в Королевской академии драматического искусства.

## Карьера
В 1984 году Крайер появился в романтической комедии «Не маленькое дело», исполнив роль Чарльза Каминга. Далее он играл небольшие роли в кино и на телевидении, пока не сделал прорыв, снявшись в фильме «Девушка в розовом». В интервью газете Daily News мать Крайера заявила, что после этого фильма она начала получать истеричные сообщения от девочек-подростков. Благодаря фильму «Девушка в розовом» Крайер стал известным. В 1987 году он сыграл Ленни Лютора в картине «Супермен 4: В поисках мира». В 1989 году получил главную роль в комедийном сериале «Известный Тедди». Его игра получила скупые отзывы, и шоу было отменено после первого сезона.
Через год Крайер вместе с Чарли Шином снялся в комедии «Горячие головы!», который получил положительные отзывы. В марте 2009 года в интервью Крайер заявил, что пробовался на роль в фильме «Огни святого Эльма». В 1993 году ему было предложено пройти пробы на роль Чендлера Бинга в сериале «Друзья», но Крайер играл в Лондоне.
В 1995 году получил роль Бобби в ситкоме «Партнёры», который был отменён после первого сезона. Также, он был приглашённой звездой сериала «За гранью возможного». В 1998 году дебютировал на Лос-Анджелесском кинофестивале, получив признание критиков. Леонард Малтин в Playboy назвал его «глотком свежего воздуха». В 2000 году Крайер получил главную роль в комедийном сериале «Нормальные проблемы», но после первого сезона он был отменён.
Из-за неудачного опыта Крайер оставил телевидение на три года. Вопреки мнению руководства канала CBS (которые были наслышаны о его прошлых неудачах) он был утверждён на роль Алана Харпера в комедийный сериал «Два с половиной человека». За работу в сериале Крайер четыре раза номинировался на премию Эмми и стал её двукратным обладателем. В 2008 году он появился в фильме «Пытки», а в 2009 году в фильме «Камень желаний».

## Личная жизнь
В 1999 году Крайер женился на британской актрисе Саре Триггер, у них родился сын Чарли Остин. В 2004 году пара развелась.
В июне 2007 года Крайер женился на  журналистке Лизе Джойнер, в 2009 году они удочерили девочку.

## Избранная фильмография

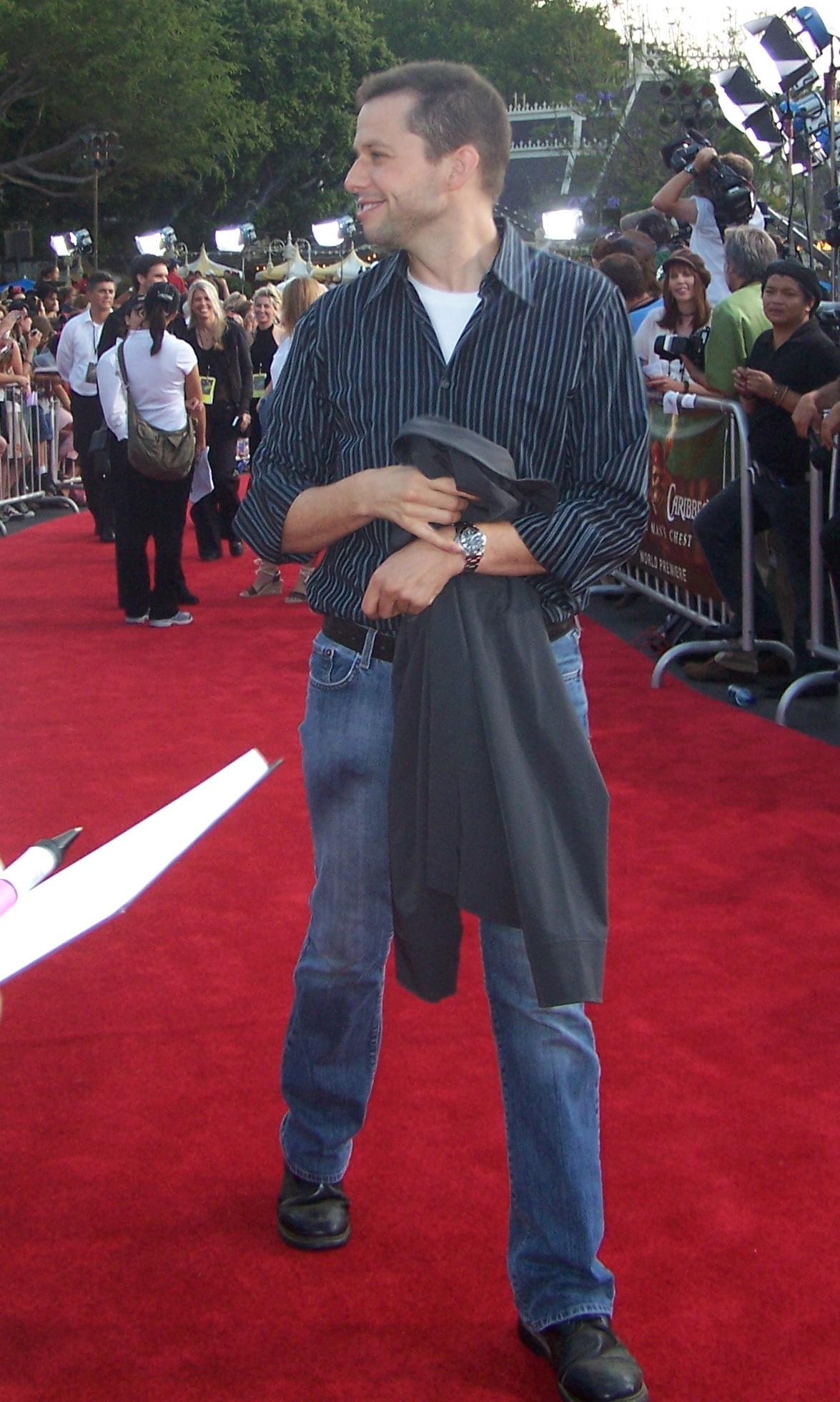
Крайер на премьере фильма Пираты Карибского моря: Сундук мертвеца в 2006 году.

| Год       |    | Русское название                           | Оригинальное название            | Роль                         |
| --------- | -- | ------------------------------------------ | -------------------------------- | ---------------------------- |
| 1984      | ф  | Только большое чувство                     | No Small Affair                  | Чарльз Каммингс              |
| 1986      | ф  | Девушка в розовом                          | Pretty in Pink                   | Даки                         |
| 1986      | с  | Удивительные истории                       | Amazing Stories                  | Фил                          |
| 1987      | ф  | Супермен 4: В поисках мира                 | Superman IV: The Quest for Peace | Ленни                        |
| 1987      | ф  | Стиляги                                    | Dudes                            | Грант                        |
| 1987      | ф  | Игра в прятки                              | Hiding Out                       | Эндрю Моренски / Макс Хаузер |
| 1989      | ф  | Пенн и Теллер: Сделай так, чтоб тебя убили | Penn & Teller Get Killed         | парень из братства           |
| 1991      | ф  | Горячие головы!                            | Hot Shots!                       | Джим «Отстой» Фаффенбах      |
| 1996      | с  | За гранью возможного                       | The Outer Limits                 | Тревор Макфи                 |
| 1997      | с  | Дарма и Грег                               | Dharma & Greg                    | Брайан                       |
| 1998      | мс | Геркулес                                   | Hercules: The Animated Series    | крылатые волки               |
| 1998      | ф  | Святоша                                    | Holy Man                         | Барри                        |
| 2000      | с  | Гриффины                                   | Family Guy                       | Кевин                        |
| 2002      | с  | Практика                                   | The Practice                     | Терри Пендер                 |
| 2003—2004 | мс | Стрипперелла                               | Stripperella                     | Дейв / Клифтон / Клиффорд    |
| 2003—2015 | с  | Два с половиной человека                   | Two and a Half Men               | Алан Харпер                  |
| 2004—2005 | мс | Дэнни-призрак                              | Danny Phantom                    | Фрикшоу                      |
| 2006—2009 | мс | Американский папаша!                       | American Dad!                    | клерк / Кваки                |
| 2008      | в  | Иллюзия допроса                            | Tortured                         | Брайан Марк                  |
| 2008      | ф  | Камень желаний                             | Shorts                           | папа Томпсон                 |
| 2008      | с  | C.S.I.: Место преступления                 | CSI: Crime Scene Investigation   | в роли самого себя           |
| 2009      | ф  | Девушка из прогноза погоды                 | Weather Girl                     | Чарльз                       |
| 2009      | ф  | Только спокойствие                         | Stay Cool                        | Хавьер                       |
| 2010      | ф  | Впритык                                    | Due Date                         | Алан Харпер                  |
| 2010—2011 | с  | Ханна Монтана                              | Hannah Montana                   | Кен Траскотт                 |
| 2013      | с  | Мамаша                                     | Mom                              | покупатель                   |
| 2015—2016 | с  | Морская полиция: Спецотдел                 | NCIS                             | доктор Сирил Тафт            |
| 2016—2017 | с  | Ранчо                                      | The Ranch                        | Билл                         |
| 2017      | с  | В четырёх стенах                           | The Great Indoors                | Донни                        |
| 2018      | мс | Робоцып                                    | Robot Chicken                    | смурф / Зигги                |
| 2019      | с  | Бэтвумен                                   | Batwoman                         | Лекс Лютор                   |
| 2019      | с  | Флэш                                       | The Flash                        | Лекс Лютор                   |
| 2019—2021 | с  | Супергёрл                                  | Supergirl                        | Лекс Лютор                   |
| 2020      | с  | Стрела                                     | Arrow                            | Лекс Лютор                   |
| 2020      | с  | Легенды завтрашнего дня                    | Legends of Tomorrow              | Лекс Лютор                   |
| 2021      | с  | Метод Комински                             | The Kominsky Method              | в роли самого себя           |